# Bernt Johansson
Bernt Harry Johansson (ur. 18 kwietnia 1953 w Göteborgu) – szwedzki kolarz szosowy, mistrz olimpijski i mistrz świata.

## Kariera
Pierwszy sukces w karierze Bernt Johansson osiągnął w 1974 roku, kiedy wspólnie z Tordem Filipssonem, Lennartem Fagerlundem i Svenem-Åke Nilssonem zdobył złoty medal w drużynowej jeździe na czas podczas mistrzostw świata w Montrealu. Na rozgrywanych dwa lata wcześniej igrzyskach olimpijskich w Montrealu Johansson zdobył złoty medal w indywidualnym wyścigu ze startu wspólnego, bezpośrednio wyprzedzając Włocha Giuseppe Martinellego oraz Polaka Mieczysława Nowickiego. Wielokrotnie zdobywał medale mistrzostw krajów skandynawskich, w tym cztery złote: w drużynie w latach 1973, 1975 i 1976 oraz indywidualnie w 1976 roku. Ponadto siedmiokrotnie stawał na podium szosowych mistrzostw kraju, przy czym sześć razy na najwyższym stopniu. W 1975 roku zwyciężył w klasyfikacji generalnej Milk Race, Giro dell’Emilia w 1978 roku i Gran Premio Industria e Commercio di Prato w latach 1978 i 1979. W 1979 roku zajął trzecie miejsce w klasyfikacji generalnej, punktowej i górskiej Giro d’Italia, wygrywając przy tym dwa etapy. Rok wcześniej w tym samym wyścigu był dziewiąty.

## Najważniejsze zwycięstwa
- 1975 – Milk Race
- 1976 – mistrzostwo olimpijskie ze startu wspólnego
- 1977 – Trofeo Baracchi
- 1978 – Giro dell’Emilia
- 1979 – dwa etapy w Giro d’Italia, GP Industria & Commercio di Prato
- 1980 – Giro del Lazio